# Heißes Blut (1911)
Heißes Blut ist ein deutscher Stummfilm in zwei Akten von Urban Gad aus dem Jahr 1911. Es war der erste Film, den Asta Nielsen in Deutschland drehte. Er gilt als verschollen.

## Handlung
Die verheiratete Jonna, Mutter einer Tochter, beginnt eine Affäre mit ihrem Chauffeur. Als ihr Gatte beide erwischt, weist er den Chauffeur aus dem Haus und reicht die Scheidung von seiner Gattin ein. Für Joanna beginnt ein Leben in Armut. Als sie in ihrer Not ihren Ex-Gatten bestehlen will, wird sie dabei überrascht. Man ruft die Polizei. Jonnas Kind, das erkrankt ist, erkennt die Mutter jedoch und ruft nach ihr. Jonna erkennt ihre Mutterpflichten und ihr Fehlverhalten. Ihr früherer Ehemann verzeiht ihr und beide kommen erneut zusammen.

## Produktion
Im Jahr 1910 hatte Asta Nielsen unter der Regie von Urban Gad mit Abgründe ihren ersten Film gedreht. Der dänische Stummfilm wurde ein weltweiter Erfolg, doch blieben Filmangebote in Dänemark sowohl für Nielsen als auch für Gad aus. Über einen Bekannten nahm Gad Kontakt mit der Deutschen Bioscop auf, die Nielsen einen Vertrag für zwei Filme anbot. Gads Mitarbeit war im Vertrag zwar nicht vorgesehen, doch begleitete er Nielsen dennoch nach Berlin. Er übernahm schließlich die Regie für Heißes Blut und den folgenden Film Nachtfalter ohne Bezahlung. Nur für das Drehbuch, das er für beide Filme verfasst hatte, erhielt er „später eine geringe Bezahlung“.
Die Dreharbeiten fanden im Bioscop-Atelier Chausseestraße in Berlin, „ein paar dürftige[n] Bodenräume[n]“, statt. Das Atelier besaß Glaswände und konnte im Gegensatz zu den Dreharbeiten von Afgrunden, wo nur mit Sonnenlicht gearbeitet wurde, mit elektrischem Licht künstlich beleuchtet werden.
Heißes Blut, der eine Länge von 830 Metern besaß, wurde bereits Ende März in Düsseldorf uraufgeführt und kam am 17. April 1911 auch in die dänischen Kinos. Die deutsche Zensur belegte Heißes Blut, der auch unter dem Titel Großstadtversuchungen lief, am 18. Mai 1911 mit einem Verbot. Es ist keine erhaltene Kopie des Films bekannt.

## Kritik
Zeitgenössische Werbeanzeigen bezeichneten den Film als „ebenso hochkünstlerisch wie zugkräftig“, wobei Hauptdarstellerin Asta Nielsen als „die Heldin von ‚Abgründe‘“ vorgestellt wurde.
Andere Kritiker schrieben, dass „schon soviel darüber geschrieben [wurde], daß dramatische Films für das Lichtbild nicht am Platze wären. ‚Heißes Blut‘ beweist das Gegenteil, namentlich dann, wenn eine Künstlerin wie Asta Nielsen die Trägerin der Hauptrolle ist.“